# Ісламська філософія
Ісламська філософія, також мусульманська або арабська — одна із найголовніших світових філософських традицій, що оформлюється як самостійний феномен протягом VIII—IX століття н. е. на території Близького Сходу, Середньої Азії та Північної Африки внаслідок розквіту цивілізації, створеної на світоглядній основі релігії — ісламу. «Арабськість» філософської думки ісламського світу визначила метасмислова логіка арабської мови, яка домінувала у культурному дискурсі вказаних територій.

## Основні напрями мусульманської філософії

### Фальсафа
Фальсафа  — арабомовний перипатетизм та неоплатонізм, представники якого спиралися на філософський спадок античності та еллінізму, виступаючи його продовжувачами, інтерпретаторами та коментаторами, а також окреслюючи нове коло філософських запитів і проблем. Основними представниками фальсафи є аль-Кінді, аль-Фарабі, ібн Сіна, Абу Бакр ар-Разі, Міскавайг, ібн Бадджа, ібн Туфайль та ібн Рушд.

### Калям
Калям (букв. «розмова [про щось]») — хронологічно перший напрям мусульманського філософствування, представники якого зосереджували свою увагу на першоджерелах ісламського віровчення, розглядаючи їх у раціоналістичні парадигмі. Світоглядний дискурс каляму містить низку проблем, які стали герменевтичною основою переходу від раціоналізованої теології до змістовної філософської рефлексії (проблема властивостей Бога, свободи волі, створення світу та ін.). Цей напрям філософської думки ісламського світу класифікують на декілька течій, серед яких можна виокремити ’аша'ризм (послідовники Абу ль-Хасана аль-’Аша'арі) та матурідизм (послідовники аль-Матуріді); окремі дослідники додають сюди тахавізм (послідовники ат-Тахаві) та загіризм (послідовники аз-Загірі). У калямі також існували численні течії, які відрізнялися між собою внаслідок відмінних поглядів на ту чи іншу проблему (наприклад, прихильників вчення про автономію людської волі називали кадаритами, а послідовників ідеї про абсолютне передвизначення — джабаритами); у мусульманських доксографіях течії раннього каляму розглядалися переважно в межах персоналістичного підходу (джагміти — послідовники Джагма ібн Сафвана, дірарити — послідовники Дірара бін ’Амра, карраміти — послідовники Мухаммада бін Каррама та ін.).

### Мутазилізм
Мутазиліти («ті, хто відійшов») — напрям філософської думки ісламського світу, послідовники якого оформилися в окремий рух ще у VIII столітті нашої ери. Представники цього руху розробили своєрідні погляди на проблему свободи волі, створення Корану, атрибути Бога та ін., виклавши ці принципи у шести «стовпах віри». Вирізняючись з-поміж представників каляму радикальним раціоналізмом, му'тазиліти алегорично витлумачували або взагалі заперечували окремі положення доктринального ісламу, які, на їхню думку, суперечили здоровому глузду. Послідовники цього напряму філософії ісламського світу створили оригінальне онтологічне вчення, спираючись на ідеї атомізму, неперервності та фрагментарності просторового континууму, співвідношень субстанцій, акциденцій, множинності та одиничності. Основні школи «прихильників єдинобожжя та справедливості» (так називали себе му'тазиліти) зосереджувались у Багдаді та Басрі, проіснувавши там до кінця Х століття; найвизначніші представники обох шкіл — Васіл ібн Ата (вважається засновником напряму), Абу ль-Гузайль, ан-Наззам, Бішр бін Му'ттамар, Му'аммар, Абу Гашім та ін.

### Суфізм
Суфізм (тасаввуф) — феномен ісламської духовної культури, для якого характерний значний рівень філософської рефлексії над проблемою відношень «людина» — «Бог». Класично означуваний як ісламський містицизм, таріка («шлях») суфізму виступає як поступальна система наближення людини до Божественного світу, використовуючи як емотивно-вольові, так і раціональні якості людини. Методика цього «шляху» суттєво відрізняється у різних напрямах суфізму; окремі з них, розробляючи теоретичні аспекти містичної практики, включеної в контекст «істинної реальності» (хакіка), утворили цілі філософські системи. Найвизначнішими представниками «філософського суфізму» Середньовіччя вважаються Джунайд аль-Багдаді, аль-Харіс аль-Мухасібі, Байазід Бістамі, Мухі’ д-Дін ібн ’Арабі, ’Абд ар-Раззак Кашшані, ’Абд аль-Карім Джілі, Абу Хамід аль-Газалі та ін.

### Батинізм
Батинізм (батиніййя — «шукачі потаємних смислів») — напрям філософської думки ісламського світу, який, з'явившись іще у 8 столітті, продовжує своє існування у вигляді декількох релігійних течій шиїтського ісламу (ісма'їлізму, ’алавізму-нусайризму, даразизму та ін.). У добу Середньовіччя вказані рухи характеризувалися значним ступенем осмислення філософської спадщини античності, еллінізму, а також східних релігійно-філософських напрямів (гностицизм, сабеїзм, маніхейство). Поєднавши поняття Божественного гнозису (’ірфан) із шиїтською профетологією, батиніти алегорично тлумачили сакральні тексти, розглядаючи нормативно-правовий зміст релігійних законів як відносний та віддаючи перевагу «внутрішньому» знанню, успадкованому від провідників істини — імамів. Для більшості течій, означених нами як батинізм, характерні циклічні концепції часу (даувар — «кола», «цикли»), вчення про метемпсихоз (танасух), а також про Боговтілення (хулуль).

### Ішракізм
Ішракізм (ішракіййя, від ішрак — «просвітлення») — напрям філософської думки ісламського світу, започаткований Шігаб ад-Діном Суграварді (відомим як Суграварді Вбитий (аль-Мактуль) — через мученицьку смерть). Класично означуваний як «філософія світла», ішракізм увібрав фундаментальні принципи суфізму, гностицизму та давньоіранського містицизму (зокрема, ангелологічну та іллюмінативістську символіку), створивши розлоге онтологічне та космологічне вчення. Суграварді розглядав містичну філософію як Божественну мудрість (аль-хікма аль-ладуніййя), відому ще Ідрису-Гермесу, грецьким, індійським, перським та іншим давнім мислителям.

### Традиціоналізм
Традиціоналізм (ас-салафійун) — окремий напрям мусульманської парадигми філософствування, для якого характерний релігійний доктриналізм та апологетизм. Перебуваючи в руслі сунітської релігійно-правової думки, представники традиціоналізму виступали як опоненти перерахованих вище філософських напрямів, протиставляючи їм експліцитні твердження («тексти» — нусус) Корану та Суни. Вдаючись до дискурсивної полеміки в сфері логіки, онтології, гносеології, метафізики, етики та інших філософських дисциплін, салафійун розробили власні герменевтичні, логічні, епістемологічні та соціально-етичні вчення, аргументуючи їх як посиланнями на сакральні тексти, так і «здоровим глуздом» (аль-’акль ас-саріх). Найвизначнішими представниками традиціоналізму вважається ібн Кулляб, ібн Хазм аль-Андалусі, ібн Таймійя та ібн аль-Кайїм аль-Джаузіййя.

## Періодизація арабської філософії
- Друга половина VII — початок ІХ століття. Дофальсафний період розвитку філософії ісламського світу, для якого характерні перші релігійні диспути, розвиток правових вчень (фікг), поява суфізму й батинізму, му'тазилізму й традиціоналізму.
- Середина IX — кінець XII століття. Виникнення та розквіт фальсафи, розвиток му'тазилізму, каляму та суфізму, розквіт батинізму (ісма'їлізм, ’алавізм-нусайризм). Поява ішракізму, розвиток традиціоналізму.
- Початок XIII — початок ΧV століття. Розвиток ’аш'аритського каляму, ішракізму, суфізму й традиціоналізму. Завершення філософської думки ісламського Середньовіччя можна віднести до дати смерті ’Абд ар-Рахмана ібн Хальдуна (1406 рік), останнього видатного представника середньовічної мусульманської парадигми філософствування.
- XV — XIX століття. «Коментаторський період» (за винятком школи Мулли Садра (пом. 1640), яка продовжувала оригінальний розвиток ілюмінатизму й суфізму).
- XIX — понині. Сучасний період розвитку арабської філософії.

## Вивчення арабської філософської думки в Україні
Філософські тексти арабського Середньовіччя з'явилися в Україні (за посередництвом перекладів з єврейської та латинської мов) ще у XV столітті («Логіка Авіасафа», «Таємниця таємниць Арістотеля»). У цих працях, зокрема, були присутні фрагменти перекладів творів Абу Бакра ар-Разі та аль-Газалі. Серйозний внесок у вивчення мусульманського містицизму належить Агатангелу Кримському. Поетичні праці арабських і перських мислителів перекладали Ю. Мицик, Я. Полотнюк та інші відомі українські науковці. Фрагменти філософських праць Фахр ад-Діна ар-Разі (1149—1209 рр.), ’Абд ар-Рахмана ібн Хальдуна (1332—1406 рр.), Абу 'Алі Міскавайга (931 — 1023/1031 рр.), а також «Книга релігії» Абу Насра аль-Фарабі (873—950 рр.), перекладені українською мовою сходознавцем М. Якубовичем. Окрім перекладів, Михайло Якубович опублікував декілька статей, присвячених різним аспектам філософської думки ісламського світу. Праця «Філософська лексика арабського Середньовіччя: спроба україномовної реконструкції» залишається чи не єдиним дослідженням в Україні, присвяченим реконструкції вихідного тезаурусу ісламської філософії та спробам його адекватного відображення українською мовою.